# Gustavo Jove
Gustavo Jove (Quilmes, 4 de febrero de 1967) es el baterista actual del grupo de rock argentino Las Pelotas.
Nació el 4 de febrero de 1967 en Quilmes, Argentina, donde dio sus primeros pasos en el ambiente de la música. 
En los '80 formó parte de algunas bandas under como Fuzz y Alta Sociedad. Fue profesor en escuelas secundarias. Años más tarde se consolidó como el "drummer" de Fabiana Cantilo, hasta que, en 1993, se incorpora a Las Pelotas en reemplazo de Alberto "Superman" Troglio.
En paralelo a su labor en el grupo por entonces liderado por Alejandro Sokol, Jove funda Tu Hormona junto a su esposa y cantante Claudia "Köla" Canga (que luego participaría también como corista en el clásico "Será" y "Abejas" de Las Pelotas, e incursiona nuevamente en el mundo del under hasta la disolución de la banda.
Actualmente, además de su participación en el mítico grupo de rock, se desempeña como Drum Doctor y productor donde tuvo la oportunidad de trabajar con grupos como Arbolito, La Covacha, Yague, Cuesta Arriva, entre otros.